# 惡女馬克白
《惡女馬克白》（英語：Lady Macbeth）是一部2016年英國劇情片，由威廉·奧德瑞執導，艾莉絲·比奇撰寫劇本。電影改編自俄羅斯小說家尼古拉·列斯科夫的中篇小說《莫桑斯克的馬克白夫人》（1865年）。由弗洛倫斯·佩治、科斯莫·賈維斯、娜歐蜜·阿克、保羅·希爾頓與克里斯多夫·費爾班克主演。
《惡女馬克白》最先於在2016年多倫多國際影展上首映，並由高度影業排於2017年4月28日在英國上映。

## 劇情
故事敘述年輕的凱瑟琳生長於諾森伯蘭郡的野外，她發現自己沒有孩子，也沒有朋友。在她嫁給了一名年紀有明顯差異的當地工業家後，生活中無性無愛的凱瑟琳感到寂寞難耐，此時她開始與工人賽巴斯汀產生曖昧的情愫；當兩人不可見光的關係將被揭穿時，凱瑟琳打算不計代價地維護自身與情人。

## 演員
- 弗洛倫斯·佩治 飾 凱瑟琳[3]
- 科斯莫·賈維斯（英语：Cosmo Jarvis） 飾 賽巴斯汀
- 娜歐蜜·阿克 飾 安娜
- 克里斯多夫·費爾班克（英语：Christopher Fairbank） 飾 包里斯
- 保羅·希爾頓（英语：Paul Hilton (British actor)） 飾 亞歷山大

## 製作
2015年9月，宣布弗洛倫斯·佩治、科斯莫·賈維斯、克里斯多夫·費爾班克和新人演員娜歐蜜·阿克、保羅·希爾頓都將參演電影《惡女馬克白》，該片由威廉·奧德瑞執導，艾莉絲·比奇編劇，改編自俄羅斯小說家尼古拉·列斯科夫的中篇小說《莫桑斯克的馬克白夫人》。電影將由英國電影協會資助，主要攝影於2015年10月17日在達拉謨郡開始進行。

## 發行
《惡女馬克白》最先於2016年9月10日在多倫多國際影展上作首映。不久後，Roadside Attractions和高度影業分別獲得了電影在美國與英國的發行權。電影於2016年10月14日在倫敦影展上放映，並於2017年1月20日在日舞影展上展出。
《惡女馬克白》定於2017年4月28日在英國上映，而美國則於2017年6月2日上映。美國檔期後改至2017年7月14日。

### 評價
《惡女馬克白》獲得的評價以正面居多。爛番茄根據63篇評論，持有94%的新鮮度，平均得分8.1 / 10。而在Metacritic上則獲得83分，這代表著「普遍好評」。

## 外部連結
- 互联网电影数据库（IMDb）上《惡女馬克白》的资料（英文）
- 爛番茄上《惡女馬克白》的資料（英文）